# Jonathan González (surf)
Pour les articles homonymes, voir Jonathan González.
Jonathan González Rodríguez est un surfeur professionnel espagnol né le 22 août 1980 à Santa Cruz de Tenerife, aux Îles Canaries, en Espagne. Il participe aux compétitions sous la nationalité canarienne.

## Biographie
Il réalise sa meilleure saison sur le circuit Qualifying Series en 2014 à 35 ans, en se classant 23e soit à sept places de Ricardo Christie,  dernier qualifié pour le circuit d'élite.

## Palmarès et résultats

### Saison par saison
- 2001 :
  - 1er du Canarian Arena Publicidad Series à Lanzarote (Îles Canaries)[2]

- 2002 :
  - 1er du Rip Curl Series San Sebastian à Saint-Sébastien (Espagne)[3]

- 2006 :
  - 2e du O'Neill Trophy à Los Realejos (Îles Canaries)[4]

- 2008 :
  - 3e du La Caja de Canarias Ocean & Earth Pro à Las Palmas (Îles Canaries)[5]

- 2009 :
  - 1er du Ocean & Earth Pro à Las Palmas (Îles Canaries)[6]

- 2010 :
  - 3e du Lusiaves Figueira Pro à Figueira da Foz (Portugal)[7]
  - 3e du Islas Canarias Ocean & Earth Pro à Las Palmas (Îles Canaries)[8]

- 2011 :
  - 1er du Islas Canarias Ocean & Earth Pro à Las Palmas (Îles Canaries)[9]

### Classements
| Année             | 2011 | 2012 | 2013 | 2014 | 2015 |
| ----------------- | ---- | ---- | ---- | ---- | ---- |
| Qualifying Series | 98e  | 64e  | 51e  | 23e  | 93e  |